# Chester Cheetah: Wild Wild Quest
Chester Cheetah: Wild Wild Quest est un jeu vidéo de plate-forme sorti en 1993 sur Mega Drive et Super Nintendo, uniquement en Amérique du Nord. Le jeu a été développé et édité par Kaneko.
Il est la suite de Chester Cheetah: Too Cool To Fool, sorti en 1992.

## Système de jeu
Le joueur contrôle Chester Cheetah, un guépard anthropomorphe et la mascotte de la marque Cheetos.

## Accueil
- Electronic Gaming Monthly : 5,6/10[2]
- GamePro : 2/5[3]